# صلاة الزيارة
صلاة الزيارة، هي صلاة مستحبة عند الشيعة وتشمل ركعتان، يصليهما الزائر عند زيارة مرقد (قبر) أحد المعصومين أو الصالحين من أبنائهم ويهدي ثوابها إلي روح ذلك الإمام أو ابن الإمام. تقرأ في كل ركعة من الصلاة، سورة الفاتحة ثمّ سورة من سور القرآن أو بعضا من الآيات القرآنية. هناك كيفية خاصة للصلاة الزيارة عند زيارة كل مزور.

## روايات صلاة الزيارة
عن أبي عبد الله الحراني قال: قلت أبي عبد الله: ما لمن زار الحسين ؟ قال: «من أتاه وزاره وصلى عنده ركعتين كتبت له حجة مبرورة، فإن صلى عنده أربع ركعات كتبت له حجة وعمرة». قلت: جعلت فداك وكذلك كل من زار إماماً مفترضة طاعته؟ قال: «وكذلك كل من زار إماما مفترضة طاعته».

## صلاة الزيارة لكل معصوم

### صلاة النبي بعد زيارته
رَوى السّيد ابن طاووس بسند معتبر عن الرّضا انّه سئل عن صلاة جعفر الطّيّار فقال: أين أنت عن صلاة النّبي فعسى رسُول الله لم يصلّ صلاة جعفر قطّ، ولعلّ جعفراً لم يصلّ صلاة رسُول الله قطّ، فقلت: علّمنيها، قال: تصلّي ركعتين تقرأ في كلّ ركعة فاتحة الكتاب وانّا أنزلناهُ في ليلة القدر خمس عشرة مرّة ثم تركع فتقرأها خمس عشرة مرة، وخمس عشرة مرة إذا استويت قائماً، وخمس عشرة مرّة إذا سجدت، وخمس عشرة مرّة إذا رفعت رأسك من السّجود، وخمس عشرة مرّة في السّجدة الثانية، وخمس عشرة مرّة إذا رفعت رأسك من الثّانية، ثمّ تنصرف وليس بينك وبين الله تعالى ذنب الاّ وقد غفر لك وتعطى جميع ما سألت، والدّعاء بعدها:
لا اِلـهَ إلاّ اللهُ رَبُّنا وَرَبُّ آبائِنَا الاَوَّلينَ لا اِلـهَ إلاّ اللهُ اِلهاً واحِداً وَنَحْنُ لَهُ مُسْلِمُونَ لا اِلـهَ إلاّ اللهُ لا نَعْبُدُ إلاّ اِيّاهُ مُخْلِصينَ لَهُ الدِّينَ وَلَوْ كَرِهَ الْمُشْرِكُونَ لا اِلـهَ إلاّ اللهُ وَحْدَهُ وَحْدَهُ وَحْدَهُ اَنْجَزَ وَعْدَهُ وَنَصَرَ عَبْدَهُ وَاَعَزَّ جُنْدَهُ وَهَزَمَ الاَحْزابَ وَحْدَهُ فَلَهُ الْمُلْكُ وَلَهُ الْحَمْدُ وَهُوَ عَلى كُلِّ شَيء قَديرٌ اَللّـهُمَّ اَنْتَ نُورُ السَّمواتِ وَالاَرْضِ وَمَنْ فيهِنَّ فَلَكَ الْحَمْدُ وَاَنْتَ قَيّامُ السَّمواتِ وَالاَرْضِ وَمَنْ فيهِنَّ فَلَكَ الْحَمْدُ وَاَنْتَ الْحَقُّ وَوَعْدُكَ الْحَقُّ (حَقٌّ) وَقَوْلُكَ حَقٌّ وِاِنْجازُكَ حَقٌّ وَالْجَنَّةُ حَقٌّ وَالنّارُ حَقٌّ اَللّـهُمَّ لَكَ أَسْلَمْتُ وَبِكَ آمَنْتُ وَعَلَيْكَ تَوَكَّلْتُ وَبِكَ خاصَمْتُ وَاِلَيْكَ حاكَمْتُ يا رَبِّ يا رَبِّ يا ربِّ اِغْفِرْ لى ما قَدَّمْتُ وَاَخَّرْتُ وَاَسْرَرْتُ وَاَعْلَنْتُ اَنْتَ اِلـهي لا اِلـهَ إلاّ اَنْتَ صَلِّ عَلى مُحَمّد وَآلِ مُحَمَّد وَاغْفِرْ لى وَارْحَمْنى وَتُبْ عَلَيَّ اِنَّكَ اَنْتَ التَّوابُ الرَّحيمُ. وفي المتهجّد كَريمٌ رَؤوفٌ رَحيمٌ بدل التَّوابُ الرَّحيمُ.
قال المجلسي: انّ هذه الصلاة مِنَ الصلوات المشهورة وقد رواها العامّة والخاصّة وعدّها بعضهم مِن صلوات يَوم الجُمعة ولم يظهر من الرّواية اختصاص به ويجزى عَلى الظّاهر أن يؤتى بها في سائر الايّام.

### صلاةلإمام علي بن أبي طالب
روى الشّيخ والسّيد ابن طاووس عن الصّادق: انّه قال من صلّى منكم أربع ركعات صلاة لإمام علي خَرَج من ذُنوبه كيوم ولدته أمّه وقضيت حوائجه.
يقرأ في كلِّ رَكعة الحَمد مرّة وخمسين مرّة الإخلاص (قُلْ هُوَ اللهُ أحَدٌ) فاذا فرغ مِنها دعا بهذا الدّعاء وَهو تسبيحُه:
سُبْحانَ مَنْ لا تَبيدُ مَعالِمُهُ سُبْحانَ مَنْ لا تَنْقُصُ خَزائنُهُ سُبْحانَ مَنْ لاَ اضْمِحْلالَ لِفَخْرِهِ سُبْحانَ مَنْ لا يَنْفَدُ ما عِنْدَهُ سُبحانَ مَنْ لاَ انْقِطاعَ لِمُدَّتِهِ سُبْحانَ مَنْ لا يُشارِكُ 
اَحَداً في اَمْرِهِ سُبْحانَ مَنْ لا اِلـهَ غَيْرُهُ ويَدعُو بعد ذلك ويقول:
يا مَنْ عَفا عَنِ السَّيِئاتِ وَلَمْ يُجازِ بِهَا ارْحَمْ عَبْدَكَ يا اَللهُ، نَفْسى نَفْسى اَنَا عَبْدُكَ يا سَيِّْداهُ اَنَا عَبْدُكَ بَيْنَ يَدَيْكَ يا رَبّاهُ اِلـهى بِكَيْنُونَتِكَ يا اَمَلاهُ يا رَحْماناهُ يا غِياثاهُ عَبْدُكَ عَبْدُكَ لا حيلَةَ لَهُ يا مُنتَهي رَغْبَتاهُ يا مُجْرِيَ الدَّمِ في عُرُوقي يا سَيِّداهُ يا مالِكاهُ اَيا هُوَ اَيا هُوَ يا رَبّاهُ، عَبْدُكَ عبدك لا حيلَةَ لي وَلا غِنى بي عَنْ نَفسْي وَلا اَسْتَطيعُ لَها ضَرّاً وَلا نَفْعاً وَلا اَجِدُ مَنْ اُصانِعُهُ تَقَطَّعَتْ اَسْبابُ الْخَدائِعِ عَنّي وَاضْمَحَلَّ كُلُّ مَظْنُون عّنى اَفْرَدَنِى الدَّهْرُ اِلَيْكَ فَقُمْتُ بَيْنَ يَدَيْكَ هذَا الْمَقامَ، يا اِلـهى بِعِلْمِكَ كانَ هذا كُلُّهُ فَكَيْفَ اَنْتَ صانِعٌ بي وَلَيْتَ شِعْري كَيْفَ تَقُولُ لِدُعائي اَتَقُولُ نَعْمَ اَمْ تَقُولُ لا، فَاِنْ قُلْتَ لافَيا وَيْلى يا وَيْلى يا ويْلى يا عَوْلى يا عَوْلى يا عَوْلى يا شِقْوَتى يا شِقْوَتى يا شِقْوَتى يا ذُلّي يا ذُلّى يا ذُلّى اِلى مَنْ وَمِمَّنْ اَوْ عِنْدَ مَنْ اَوْ كَيْفَ اَوْ ماذا اَوْ اِلى اَيِّ شَيء اَلْجَأ وَمَنْ اَرْجُو وَمَنْ يَجُودُ عَليَّ بِفَضْلِهِ حينِ تَرْفُضُنى يا واسِعَ الْمَغْفِرَةِ، وَاِنْ قُلْتَ نَعَمْ كَما هُوَ الظَّنُّ بِكَ وَالرَّجاءُ لَكَ فَطُوبى لي اَنَا السَّعيدُ وَاَناَ الْمَسْعُودُ فَطُوبى لى وَاَنَا الْمَرْحُومُ يا مُتَرَحِّمُ يامُتَرَئّفُ يا مُتَعَطِّفُ يا مُتَجَبِّرُ (يا متحنّن) يا مُتَمَلِّكُ يا مُقْسِطُ لا عَمَلَ لى اَبْلُغُ بِهِ نَجاحَ حاجَتى أَسْأَلُكَ بِاْسمِكَ الَّذي جَعَلْتَهُ في مَكْنُونِ غَيْبِكَ وَاسْتَقَرَّ عِنْدَكَ فَلا يَخْرُجُ مِنْكَ اِلى شَيء سِواكَ أَسْأَلُكَ بِهِ وَبِكَ (بك وبه) فَاِنَّهُ اَجَلُّ وَاَشْرَفُ اَسْمائِكَ لا شَيءَ لي غَيْرُ هذا وَلا اَحَدَ اَعْوَدُ عَليَّ مِنْكَ يا كَيْنُونُ يا مُكَوِّنُ يا مَنْ عَرَّفَنى نَفْسَهُ يا مَنْ اَمَرَنى بِطاعَتِهِ يا مَنْ نَهانى عَنْ مَعْصِيَتِهِ وَيا مَدْعُوُّ يا مَسْؤوُلُ يا مَطْلُوباً اِلَيْهِ رَفَضْتُ وَصِيَّتَكَ الَّتى اَوْصَيْتَنى وَلَمْ اُطِعْكَ وَلَوْ اَطَعْتُكَ فيما اَمَرْتَنى لَكَفَيْتَنى ما قُمْتُ اِلَيْكَ فيهِ وَاَنَا مَعَ مَعْصِيَتى لَكَ راج فَلا تَحُلْ بَيْنى وَبَيْنَ ما رَجَوْتُ يا مُتَرَحِّماً لى اَعِذْني مِنْ بَيْنِ يَدَيَّ وَمِنْ خَلْقى وَمِنْ فَوْقى وَمِنْ تَحْتى وَمِنْ كُلِّ جِهاتِ الاِحاطَةِ بى اَللّـهُمَّ بِمُحَمَّد سَيِّدي وَبِعَلِيٍّ وَلِيّى وَبِالاَْئِمَةِ الرّاشِدينَ عَلَيْهِمُ السَّلامُ اجْعَلْ عَلَيْنَا صَلَواتِكَ وَرَأْفَتَكَ وَرَحْمتَكَ وَأْوسِعْ عَلَيْنا مِنْ رِزْقِكَ وَاقْضِ عَنَّا الدَّيْنَ وَجَميعَ حَوائِجِنا يا اَللهُ يا اَللهُ يا اَللهُ اِنَّكَ عَلى كُلِّ شَيْء قَديرٌ.
ثمّ قال: مَن صلّى هذه الصلاة ودعا بهذا الدّعاء انفتل وَلم يبق بينه وَبين الله تعالى ذنبٌ الاَّ غفره لَه.
أقول: وردتنا أحاديث كثيرة في فضل هذه الاربع ركعات في يوم الجمعة وإذا قال المُصلّي بعدما فرغ مِنها (اَللّـهُمَّ صَلِّ عَلى النَّبِيِّ الْعَرَبِيِّ وَالِهِ) ففي
الحديث انّه يغفر لَه ما تقدّم مِن ذنبِه وما تأخّر وكان كمن ختم القرآن اثنتي عشرة ختمة ورفع الله عنه عطشِ يوم القِيامة.

### وَمنها صلاةالسيدة فاطِمة الزهراء
(رُوي انّه كانت لفاطمة ركعتان تصلّيهما علّمها جبرائيل
تقرأ في الرّكعة الاُولى بَعد فاتحة انّا أنزلناهُ في ليلة القدر مائة مرّة وفي الثّانية بعد الحمد تقرأ سُورة التّوحيد
وإذا سلمت قالت:
سُبحانَ ذِي الْعِزِّ الشّامِخِ المُنيفِ سُبحانَ ذِي الْجَلالِ الْباذِخِ الْعَظيمِ سُبحانَ ذِي الْمُلْكِ الْفاخِرِ الْقَديمِ سُبحانَ مَنْ لَبِسَ الْبَهْجَةَ وَالْجَمالَ سُبحانَ مَنْ تَرَدّى بِالنُّورِ وَالْوَقارِ سُبحانَ مَنْ يَرى اَثَرَ الَّنمْلِ في الصَّفا سُبحانَ مَنْ يَرى وَقْعَ الطَّيْرِ فِى الْهَواءِ سُبحانَ مَنْ هُوَ هكَذا لا هكَذا غَيْرُهُ.
قال السّيد: وروي انّه يُسبح بعد الصلاة تسبيحها المنقول عقيب كلّ فريضة، ثمّ يصلّي على محمّد وآل محمّد مائة مرّة، وقال الشّيخ في كتاب مِصباح المتهجدين: انّ صلاة فاطمة ركعتان تقرأ في الاُولى الحمد وسورة القدر مائة مرّة، وفي الثانية بعد الحمد سورة التّوحيد مائة مرّة، فاذا سلّمت سبّحت تسبيحُ الزّهراء ثمّ تقول (سُبْحَانَ ذِي الْعِزِّ الشّامِخِ) إلى آخر ما مرّ من التّسبيح ثمّ قالَ: وينبغي لمَن صلّى هذه الصلاة وفرغ من التّسبيح أن يكشف رُكبتيه وذراعَيْه ويُباشر بجميع مَساجده الأرض بغير حاجز يحْجز بَيْنه وبيْنها ويَدعو ويسأل حاجته وما شاءَ مِنَ الدّعاء ويقول وَهو ساجِدٌ:
يا مَنْ لَيْسَ غَيْرَهُ رُبٌّ يُدْعى، يا مَنْ لَيْسَ فَوْقَهُ اِلهٌ يُخْشى، يا مَنْ لَيْسَ دُونَهُ مَلِكٌ يُتَّقى، يا مَنْ لَيْسَ لَهُ وَزيْرٌ يُؤْتى، يا مَنْ لَيْسَ لَهُ حاجِبٌ يُرْشى، يا مَنْ لَيْسَ لَهُ بَوّابٌ يُغْشى، يا مَنْ لا يَزْدادُ عَلى كَثْرَةِ السُّؤالِ إلاّ كَرَماً وَجُوداً وَعَلى كَثْرَةِ الذُّنُوبِ إلاّ عَفْواً وَصُفْحاً صَلِّ عَلى مُحَمَّد وَآلِ مُحَمَّد وَافْعَلْ بى كَذا وَكَذا. ويسأل حاجته.
صلاة اُخرى لها روى الّشيخ والسّيد عن صفوان قال: دخل محمّد بن عليّ الحلبي على الصّادق في يوم الجُمعة فقال له: تعلّمني أفضل ما أصنع في هذا اليوم، فقال: يا محمّد ما أعلم انّ أحداً كان أكبر عند رسول الله (صلى الله عليه وآله وسلم) من فاطِمة ولا أفضل ممّا علّمها أبوها محمّد بن عبد الله قال: من أصبح يوم الجمعة فاغتسل وصفّ قدَميْه وصلّى أربع ركعات مثنى مثنى يقرأ في أوّل ركعة فاتحة الكتاب وقل هو الله أحد خمسين مرّة، وفي الثانية فاتحة الكتاب والعاديات خمسين مرّة، وفي الثّالثة فاتحة الكتاب وإذا زلزلت خمسين مرّة، وفي الرّابعة فاتحة الكتاب واذَا جاءَ نصرُ اللهِ خمسين مرّة وهذه سورة النّصر وهي آخر سورة نزلت فاذا فرغ منها دعا فقال:
يا اِلـهي وَسَيِّدي مَنْ تَهَيَّأَ أو تَعَّبَأ اَوْ اَعَدَّ اَوِ اسْتَعَدَّ لِوِفادَةِ مَخْلُوق رَجاءَ رِفْدِهِ وَفَوائِدِهِ وَنائِلِهِ وَفَواضِلِهِ وَجَوائِزِهِ فَاِلَيْكَ يا اِلـهي كانَتْ َتهيئتي وتعبئتي وَاِعْدادي وَاسْتِعْدادي رَجاءَ فَوائِدِكَ وَمَعْرُوفِكَ وَنائِلِكَ وَجَوائِزِكَ فَلا تُخَيِّبْني مِنْ ذلِكَ يا مَنْ لا تَخيبُ عَلَيْهِ مَسْأَلةُ السّائِل وَلا تَنْقُصُهُ عَطِيَّةُ نائِل، فَانّى لَمْ آتِكَ بعَمَل صالِح قَدَّمْتُهُ وَلا شَفاعَةِ مَخْلُوق رَجَوْتُهُ اَتَقَرَّبُ اِلَيْكَ بِشَفاعَتِهِ إلاّ مُحَمَّداً وَاَهْلَ بَيْتِهِ صََواتُكَ عَلَيْهِ وَعَلَيْهِمْ اَتَيْتُكَ اَرْجُو عَظيمَ عَفْوِكَ الَّذي عُدْتَ بِهِ عَلَى الْخَطّائينَ عِنْدَ عُكُوفِهِمْ عَلَى الَْمحارِمِ، فَلَمْ يَمْنَعْكَ طُولُ عُكُوفِهِمْ عَلَى الَْمحارِمِ اَنْ جُدْتَ عَلَيْهِمْ بِالْمَغْفِرَةِ وَاَنْتَ سَيِّدي الْعَوّادُ بِالنَّعْماء وَاَنَا الْعَوّادُ بِالْخَطاءِ أَسْأَلُكَ بِحَقِّ مُحَمَّد وآلِهِ الطّاهِرِينَ اَنْ تَغْفِرَ لي ذَنْبي الْعَظيمَ فَاِنَّهُ لا يَغْفِرُ الْعَظيمَ إلاّ الْعَظيمُ يا عَظيمُ يا عَظيمُ يا عَظيمُ يا عَظيمُ يا عَظيمُ يا عَظيمُ يا عَظيمُ

### صلاةالإمام الحَسن بن علي
قد روى السّيد بن طاوس في كتاب جمال الاسبوع لكلّ من الائمة صلاة خاصّة ودعاءً وينبغي لنا ذكرها هُنا قال:
في يوم الجمعة وهي أربع ركعات كلّ ركعة بالحمد مرّة والإخلاص خمساً وعشرين مرّة.
دُعاء الحَسن
اَللّهُمَّ اِنّي اَتَقَرَّبُ اِلَيْكَ بِجُودِكَ وَكَرَمِكَ وَاَتَقرَّبُ اِلَيْكَ بِمُحَمَّد عَبْدِكَ وَرَسُولِكَ وَاَتَقَرَّبُ اِلَيْكَ بِمَلائِكَتِكَ الْمُقَرَّبينَ وَاَنْبِيائِكَ وَرُسُلِكَ اَنْ تُصَلِّيَ عَلى مُحَمَّد عَبْدِكَ وَرَسُولِكَ وَعَلى آلِ مُحَمَّد وَاْنَ تُقيلَني عَثْرَتي وَتَسْتُرَ عَلَيَّ ذُنُوبي وَتَغْفِرَها لي وَتَقْضِيَ لي حَوائجي وَلا تُعَذِّبْني بِقَبيح كانَ مِنّي فَاِنَّ عَفْوَكَ وَجُودَكَ يَسَعُني اِنَّكَ على كُلِّ شَيء قَديرٌ.

### صلاةالأمام الحُسين بن علي
ركعتان خلف القبر، وعند رأسه أفضل، ففي الرواية عن أبي حمزة عن الصادق عليه السلام أنّه قال: «صلّ عند رأسه ركعتين تقرأ في الأولى الحمد ويس، وفي الثّانية الحمد والرّحمن».
وأيضاً هناك ستّ ركعات يُصلّيها الزائر خلف القبر المُطهّر، ولعلها هي نفسها التي رواها سيف بن عميرة عن صفوان الجمال عن الصادق عليه السلام.
وأيضاً هناك ركعتان يصليهما الزائر بعد الزيارة في يوم عاشوراء بعد قراءة زيارة عاشوراء الواردة سيف بن عميرة عن صفوان الجمال عن الصادق عليه السلام ويقرأ في دبرهما الدعاء المخصوص بعدها.
وأيضاً هناك ركعتان يصليهما الزائر عند الرّأس الشريف (كما في رواية عن صفوان الجمال عن الصادق عليه السلام حين استأذنه لزيارة جده الحسين عليه السلام)، يقرأ فيها ما أحبَّ فاذا فرغ من الصلاة قال:
«اللّـهُمَّ إِنّي صَلَّيْتُ وَرَكَعْتُ وَسَجَدْتُ لَكَ وَحْدَكَ لا شَريكَ لَكَ، لاَِنَّ الصَّلاةَ وَالرُّكُوعَ وَالسُّجُودَ لا تَكُونُ إِلاّ لَكَ لاَِنَّكَ أَنْتَ اللهُ لا إِلـهَ إلاّ أَنْتَ، اَللّـهُمَّ صَلِّ عَلى مُحَمَّد وَآلِ مُحَمَّد وَأَبْلِغْهُمْ عَنّي أَفْضَلَ السَّلامِ وَالتَّحِيَّةِ، وَارْدُدْ عَلَيَّ مِنْهُمُ السَّلامَ، اَللّـهُمَّ وَهاتانِ الرَّكْعَتانِ هَدِيَّةٌ مِنّي إِلى مَوْلايَ الْحُسَيْنِ بْنِ عَلِيِّ (عَلَيْهِمَا السَّلامُ)، اَللّـهُمَّ صَلِّ عَلى مُحَمَّد وَعَلَيْهِ، وَتَقَبَّلْ مِنّي وَآجُرْني عَلى ذلِكَ بِاَفْضَلِ أَمَلي وَرَجائي فيكَ وَفِي وَلِيِّكَ يَا وَلِيَّ الْمُؤْمِنينَ». وفي زيارة يوم عرفة: «وَآجُرْني عَلى ذلِكَ بِاَفْضَلِ أَمَلي وَرَجائي فيكَ وَفِي وَلِيِّكَ يَا أَرْحَمَ الرّاحِمينَ».

### صلاةالامامِ زينِ العابِدينَ
أربع ركعات كلّ ركعة بالفاتحة مرّة والإخلاص مائة مرّة.
دُعاؤهُ:
يا مَنْ اَظْهَرَ الْجَميلَ وَسَتَرَ الْقَبيحَ يا مَنْ لَمْ يُؤاخِذْ بِالْجَريرَةِ وَلَمْ يَهْتِكِ السِّتْرَ يا عَظيمَ الْعَفْوِ يا حَسَنَ التَّجاوُزِ يا واسِعَ الْمَغْفِرَةِ يا باسِطَ الْيَدَيْنِ بِالرَّحْمَةِ يا صاحِبَ كُلِّ نَجْوى يا مُنْتَهي كُلِّ شَكْوى يا كَريمَ الصَّفْحِ يا عَظيمَ الرَّجاءِ يا مُبْتَدِئاً باِلنِّعَمِ قَبْلَ اسْتِحْقاقِها يا رَبنا وَسَيِّدَنا وَمَوْلانا يا غايَهَ رَغْبَتِنا أَسْأَلُكَ اَللّـهُمَّ اَنْ تُصَلِّيَ عَلَى مُحَمَّد وآلِ مُحَمَّد.

### صلاةالإمام الباقِرِ
ركعتان كلّ ركعة بالحمد مرّة وسُبْحانَ اللهِ وَاَلْحَمْدُ للهِ وَلا اِلـهَ إلاّ اللهُ وَاَللهُ اَكْبَرُ مائة مرّة.
دُعاءُ الباقِرِ
اَللّـهُمَّ اِنّي أَسْأَلُكَ يا حَليمُ ذُو اَناة غَفُورٌ وَدُودٌ اَنْ تَتَجاوَزَ عَنْ سَيِّئاتى وَما عِنْدى بِحُسْنِ ما عِنْدَكَ وَاَنْ تُعْطِيَنى مِنْ عَطائِكَ ما يَسَعُنى وَتُلْهِمَنى فيماعطيتنى الْعَمَلَ فيهِ بِطاعَتِكَ وَطاعَةِ رَسُولِكَ وَاَنْ تُعْطِيَنى مِنْ عَفْوِكَ ما اَسْتَوْجِبُ بِهِ كَرامَتَكَ اَللّـهُمَّ اَعْطِنى ما اَنْتَ أهْلُهُ وَلا تَفْعَلْ بى ما اَنَا اَهْلُهُ فَاِنَّما اَنَا بِكَ وَلَمْ اُصِبْ خَيْراً قَطُّ إلاّ مِنْكَ يا اَبْصَرَ الاَبْصَرينَ وَيا اَسْمَعَ السّامِعِينَ وَيا اَحْكَمَ الْحاكِمينَ وَيا جارَ الْمُسْتَجيرينَ وَيا مُجيبَ دَعْوَةِ الْمُضْطَرّينَ صَلِّ عَلى مُحَمَّد وَآلِ مُحَمَّد.

### صلاةالإمام الصّادقِ
ركعتان كلّ ركعة بالفاتحة مرّة وآية شَهِدَ الله مائة مرّة.
دُعاءُ الصّادقِ
يا صانِعَ كُلِّ مَصْنُوع يا جابِرَ كُلِّ كَسير (كَسْر) وَيا حاضِرَ كُلِّ مَلاء وَيا شاهِدَ كُلِّ نَجْوى وَيا عالِمَ كُلِّ خَفِيَّة وَيا شاهِدُ غَيْرُ غائب وَغالِبُ غَيْرُ مَغْلُوب وَيا قَريبُ غَيْرُ بَعيد وَيا مُونِسَ كُلِّ وَحيد وَيا حَيُّ مُحْيِي الْمَوْتى وَمُميتَ الاَحْياءِ الْقائِمُ عَلى كُلِّ نَفْس بِما كَسَبَتْ وَيا حَيّاً حينَ لا حَيَّ لا إله إلاّ اَنْتَ صَلِّ عَلى مُحَمَّد وَآلِ مُحَمَّد.

### صلاةالإمام الكاظِم
ركعتان تقرأ في كلّ ركعة الحمد مرّة والتّوحيد اثنتي عشرة مرّة.
دُعاؤه
اِلـهى خَشَعَتِ الاصْواتُ لَكَ وَضَلَّتِ الاَحْلامُ فيكَ وَوَجِلَ كُلُّ شَيء مِنْكَ وَهرَبَ كُلُّ شَيء اِلَيْكَ وَضاقَتِ الاَشْياءُ دُونَكَ وَمَلاَ كُلَّ شَيء نُورُكَ فَأَنْتَ الرَّفيعُ في جَلالِكَ وَاَنْتَ الْبَهِيُّ في جَمالِكَ وَاَنْتَ الْعَظيمُ في قُدْرَتِكَ وَاْنَتَ الَّذى لا يَؤودُكَ شَيءٌ يامُنْزِلَ نِعْمَتى يا مُفَرِّجَ كُرْبَتى وَيا قاضِي حاجَتي اَعْطِني مَسْأَلَتي بِلا اِلـهَ إلاّ اَنْتَ آمَنْتُ بِكَ مُخْلِصاً لَكَ ديني، اَصْبَحْتُ عَلى عَهْدِكَ وَوَعْدِكَ مَا اسْتَطَعْتُ، اَبُوءُ لَكَ بِالنِّعْمَةِ وَاَسْتَغْفِرُكَ مِنْ الذُّنُوبِ الَّتى لايَغْفِرُها غَيْرُكَ يا مَنْ هُوَ في عُلُوِّهِ دان وَفي دُنُوِّهِ عال وَفي اِشْراقِهِ مُنيرٌ وفي سُلْطانِهِ قَوِيٌّ صَلِّ عَلى مُحَمَّد وَآلِهِ.

### صلاةالإمام الرِّضا
ستّ ركعات كل ركعة بالفاتحة مرّة و (هَلْ أتى على الانْسانِ) عشر مرّات.
دُعاؤه
يا صاحِبي في شِدَّتى، وَيا وَلِيِّى في نِعْمَتى، ويا الهي وَاِلـهَ اِبْراهيمَ وَاِسْماعيلَ وَاِسْحاقَ وَيْعقُوبَ، يا رَبَّ كَهيعص وَيس وَالْقُرْآنِ الْحَكيمِ، أَسْأَلُكَ يا اَحْسَنَ مَنْ سُئِلَ، وَيا خَيْرَ مَنْ دُعِيَ، وَيا اَجْوَدَ مَنْ اَعْطى، وَيا خَيْرَ مُرْتَجى أَسْأَلُكَ اَنْ تُصَلِّيَ عَلى مُحَمَّد وآلِ مُحَمَّد.

### صلاةالإمام الجواد
ركعتان كلّ ركعة بالفاتحة مرّة والإخلاص سبعين مرّة .
دُعاؤُه
اَللّـهُمَّ رَبَّ الاَرْواحِ الْفانِيَةِ وَالاَجْسادِ الْبالِيَةِ أَسْأَلُكَ بِطاعَةِ الاَرْواحِ الرّاجِعَةِ اِلى اَجْسادِها وَبِطاعَةِ الاَجْسادِ الْمُلْتَئِمَةِ بِعُرُوقِها وَبِكَلِمَتِكَ النّافِذَةِ بَيْنَهُمْ وَاَخْذِكَ الْحَقَّ مِنْهُمْ وَالْخَلائقُ بَيْنَ يَدَيْكَ يَنْتَظِرُونَ فَصْلَ قَضائِكَ وَيَرْجُونَ رَحْمَتَكَ وَيَخافُونَ عِقابِكَ، صَلِّ عَلى مُحَمَّد وَاجْعَلِ النُّورَ في بَصَرى وَالْيَقينَ في قَلْبى وَذِكْرَكَ باِللَّيْلِ وَالنَّهارِ على لِسانى، وَعَملاً صالِحاً فَارْزُقْني.

### صلاةالإمام الهادى
ركعتان تقرأ في الأولى الفاتحة ويس وفي الثّانية الحمد والرّحمن.
دُعاؤه 
يا بارُّ يا وَصُولُ يا شاهِدَ كُلِّ غائِب وَيا قَريبُ غَيْر بَعيد وَيا غالِبُ غَيْرُ مَغْلُوب وَيا مَنْ لا يَعْلَمُ كيف هُوَ إلاّ هُوَ يا مَنْ لا تُبْلَغُ قُدْرَتُهُ أَسْأَلُكَ اَللّهُمَّ بِاسْمِكَ الْمَكْنُونِ الَْمخْزُونِ الْمَكْتُومِ عَمَّنْ شِئْتَ الظّاهِرِ الْمُطَهَّرِ الْمُقَدَّسِ النُّورِ التّامِّ الْحَيِّ الْقَيّومِ الْعَظيمِ نُورِ السَّماواتِ وَنوُرِ الاَرَضينَ عالِمِ الْغَيْبِ وَالشَّهادَةِ الْكَبيرِ الْمُتَعالِ الْعَظيمِ صَلِّ عَلى مُحَمَّد وَآلِ مُحَمَّد.

### صلاةالإمام الحَسنِ العَسكرىِّ
أربع ركعات الرّكعتان الاوليان بالحمد مرّة وإذا زلزلت خمس عشرة مرّة والاخيرتان كلّ ركعة بالحمد مرّة والإخلاص خمس عشرة مرّة .
دُعاؤُه
اَللّـهُمَّ اِنّي أَسْأَلُكَ بِاَنَّ لَكَ الْحَمْدَ لا اِلـهَ إلاّ اَنْتَ البدئُ قَبْلَ كُلِّ شَيء وَاَنْتَ الْحَيُّ الْقَيُّومُ وَلا اِلـهَ إلاّ اَنْتَ الَّذي لا يُذِلُّكَ شَيءٌ وَاَنْتَ كُلَّ يَوْم في شَاْن لا اِلـهَ إلاّ اَنْتَ خالِقُ ما يُرى وَما لا يُرى الْعالِمُ بِكُلِّ شَيء بِغَيْرِ تَعْليم أَسْأَلُكَ بالائِكَ وَنَعْمائِكَ بِاَنَّكَ اللهُ الرَّبُ الْواحِدُ لا اِلـهَ إلاّ اَنْتَ الرَّحْمنُ الرَّحيمُ وَأَسْئألُكَ بِاَنَّكَ اَنْتَ اللهُ لا اِلـهَ إلاّ اَنْتَ الْوِتْرُ الْفَرْدُ الاَحَدُ الصَّمَدُ الَّذي لَمْ يَلِدْ وَلَمْ يُولَدْ وَلَمْ يَكُنْ لَهُ كُفُواً اَحَدٌ وَأَسْأَلُكَ بِاَنَّكَ اللهُ لا اِلـهَ إلاّ اَنْتَ اللَّطيفُ الْخَبيرُ الْقائِمُ عَلى كُلِّ نَفْس بِما كَسَبَتْ الرَّقيبُ الْحَفيظُ، وَأَسْأَلُكَ بِاَنَّكَ اللهُ الاَوَّلُ قَبْلَ كُلِّ شَيء وَالاخِرُ بَعْدَ كُلِّ شَيء وَالْباطِنُ دُونَ كُلِّ شَيء الضّارُّ النّافِعُ الْحَكيمُ الْعَليمُ وَأَسْأَلُكَ بِاَنَّكَ اَنْتَ اللهُ لا اِلـهَ إلاّ اَنْتَ الْحَيُّ الْقَيُّومُ الْباعِثُ الْوارِثُ الْحَنّانُ الْمَنّانُ بَديعُ السَّماواتِ والاَرْضِ ذُو الْجَلالِ وَالاِكْرامِ وَذُو الطَّولِ وَذُو الْعِزَّةِ وَذُو السُّلْطانِ لا اِلـهَ إلاّ اَنْتَ اَحَطْتَ بِكُلِّ شَيء عِلْماً وَاَحْصَيْتَ كُلَّ شَيء عَدَداً صَلِّ عَلى مُحَمَّد وَآلِ مُحَمَّد.

### صلاةالامام الحُجّةِ القائم
ركعتان تقرأ في كلّ ركعة فاتحة الكتاب إلى (إيّاكَ نَعْبُدُ وَإيّاكَ نَسْتَعينُ) ثمّ تكرّر هذه الاية مائة مرّة ثمّ تتمّ قراءة الفاتحة وتقرأ بعدها الإخلاص (قُلْ هُوَ اللهُ اَحَدٌ) مرّة واحدة وتدعو عقيبهما فتقول:
اَللّـهُمَّ عَظُمَ الْبَلاءُ وَبَرِحَ الْخَفاءُ وَانْكَشَفَ الْغِطاءُ وَضاقَتِ الاَرْضُ بِما وَسِعَتِ السَّماءُ وَاِلَيْكَ يا رَبِّ الْمُشْتَكى وَعَلَيْكَ الْمُعَوَّلُ فِي الشِّدَةِ وَالرَّخاءِ اَللّـهُمَّ صَلِّ عَلى مُحَمَّد وَآلِ مُحَمَّد الَّذينَ اَمَرْتَنا بِطاعَتِهِمْ وَعَجِّل اَللّـهُمَّ فَرَجَهُمْ بِقائِمِهِمْ وَاَظْهِرْ اِعْزازَهُ يا مُحَمَّدُ يا عَليُّ يا عَلِيُّ يا مُحَمَّدُ اِكْفِياني فَاِنَّكُما كافِيايَ يا مُحَمَّدُ يا عَليُّ يا عَلِيُّ يا مُحَمَّدُ اُنْصُراني فَاِنَّكُما ناصِرايَ يا مُحَمَّدُ يا عَليُّ يا عَلِيُّ يا مُحَمَّدُ اِحْفِظاني فَاِنَّكُما حافِظايَ يامَوْلايَ يا صاحِبَ الزَّمانِ يا مَوْلايَ يا صاحِبَ الزَّمانِ يا مَوْلايَ يا صاحِبَ الزَّمانِ الْغَوْثَ الْغَوْثَ الْغَوْثَ، اَدْرِكْني اَدْرِكْني اَدْرِكْني، الاَمانَ الاَمانَ الاَمانَ.
و كذلك صلاة:

### صلاةجعفر الطيار
وهي الإكسير الاعظم والكبريت الاحمر وهي مرويّة بما لها من الفضل العظيم باسناد معتبرة غاية الاعتبار واهمّ ما لها من الفضل غفران الذّنوب العظام
وأفضل أوقاتها صدر النّهار يوم الجمعة وهي:
أربع ركعات بتشهّدين وتسليمتين يقرأ في الرّكعة الاُولى سورة الحمد وإذا زلزلت وفي الرّكعة الثانية سورة الحمد والعاديات وفي الثّالثة الحمد واِذا جآءَ نصرُ اللهِ وفي الرابعة الحمد وقُلْ هوَ اللهُ احدٌ فاذا فرغ من القراءة في كلّ ركعة فليقل قبل الرّكوع خمس عشرة مرّة سُبْحانَ اللهِ وَاَلْحَمْدُ للهِ وَلا اِلـهَ إلاّ اللهُ وَاَللهُ اَكْبَرُ ويقولها في ركوعه عشراً وإذا اسْتوى من الرّكوع قائماً قالها عشراً فاذا سجد قالها عشراً فاذا جلس بين السّجدتين قالها عشراً فاذا سجد الثّانية قالها عشراً فاذا جلس ليقوم قالها قبل أن يقومُ عشراً يفعل ذلك في الاربع ركعات فتكون ثلاثمائة تسبيحة .
روى الكليني عن أبي سعيد المدائني قال: قال الصادق: ألا أعلّمك شيئاً تقوله في صلاة جعفر، قلت: بلى، قال: قل إذا فرغت من التّسبيحات في السّجدة الثانية من الرّكعة الرابعة: سُبْحانَ مَنْ لَبِسَ الْعِزَّ وَالْوَقارَ سُبْحانَ مَنْ تَعَطَّفَ بِالَْمجْدِ وَتَكَرَّمَ بِهِ سُبْحانَ مَنْ لا يَنْبَغِي التَّسْبيحُ إلاّ لَهُ سُبْحانَ مَنْ اَحْصى كُلِّ شئ عِلْمُهُ سُبْحانَ ذِي الْمَنِّ وَالنِّعَمِ سُبْحانَ ذِي الْقُدْرَةِ وَالْكَرَمِ اَللّـهُمَّ اِنّي أَسْأَلُكَ بِمَعاقِدِ الْعِزِّ مِنْ عَرْشِكَ وَمُنْتَهَى الرَّحْمَةِ مِنْ كِتابِكَ وَاسْمِكَ الاَْعْظَمِ وَكَلِماتِكَ التّامَّةِ الَّتى تَمَّتْ صِدْقاً وَعَدْلاً صَلِّ عَلى مُحَمَّد وَاَهْلِ بَيْتِهِ وَافْعَلْ بى كَذا وَكَذا وتطلب حاجتك عوض كلمة كذا وكذا.
روى الشيخ والسيّد عن المفضّل بن عمر قال رأيت الصّادق صلّى صلاة جعفر بن أبي طالب ورفع يديه ودعا بهذا الدّعاء:
يا رَبِّ يا رَبِّ حتّى انقطع النّفس يا ربّاهُ يا ربّاهُ حتّى انقطع النّفس رَبِّ رَبِّ حتّى انقطع النّفس يا اَللّهُ يا اَللّهُ حتّى انقطع النّفس يا حَيُّ يا حَيُّ حتّى انقطع النّفس يا رَحيمُ يا رَحيمُ حتّى انقطع النّفس يا رَحْمنُ يا رَحْمنُ سبع مرّات يا اَرْحَمَ الرّاحِمينَ سبع مرّات 
ثمّ قال:
اَللّـهُمَّ اِنّي اَفْتَتِحُ الْقَوْلَ بِحَمْدِكَ وَاَنْطِقُ بِالثَّناءِ عَلَيْكَ وَاُمَجِّدُكَ وَلاغايَةَ لِمَدْحِكَ وَاُثْني عَلَيْكَ وَمَنْ يَبْلُغُ غايَةَ ثَنائِكَ وَاَمَدَ مَجْدِكَ وَاَنّى لِخَليقَتِكَ كُنْهُ مَعْرِفَةِ مَجْدِكَ وَاَيَّ زَمَن لَمْ تَكُنْ مَمْدُوحاً بِفَضْلِكَ مَوْصُوفاً بِمَجْدِكَ عَوّاداً عَلَى الْمُذْنِبينَ بِحِلْمِكَ تَخَلَّفَ سُكّانُ اَرْضِكَ عَنْ طاعَتِكَ فَكُنْتَ عَلَيْهِمْ عَطُوفاً بِجُودِكَ جَواداً بِفَضْلِكَ عَوّاداً بِكَرَمِكَ يا لا اِلـهَ إلاّ اَنْتَ الْمَنّانُ ذُوالْجَلالِ وَالاِْكْرامِ .
وقال لي يا مفضّل إذا كانت لك حاجة مُهمّة فَصلِّ هذه الصلاة وادع بهذا الدّعاء وسل حاجتك يقضى الله لك ان شاء الله تعالى .
أقول: روى الطوسي لقضاء الحوائج عن الصّادق قال: صم يوم الأربعاء والخميس والجُمعة فاذا كان عشيّة يوم الخميس تصدّقت على عشرة مساكين مدّاً مُدّاً من
الطّعام فاذا كان يوم الجمعة اغتسلت وبرزت إلى الصّحراء فصلّ صلاة جعفر بن أبي طالب واكشف عن ركبتيك وألصقهما بالارض وقل:
يا مَنْ اَظْهَرَ الْجَميلَ وَسَتَرَ (عَليَّ) الْقَبيحَ يا مَنْ لَمْ يُؤاخِذْ بِالْجَريرَةِ وَلَمْ يَهْتِكِ السِّتْرِ يا عَظيمَ الْعَفْوِ يا حَسَنَ التَّجاوُزِ يا واسِعَ الْمَغْفِرَةِ يا باسِطَ الْيَدَيْنِ بِالرَّحْمَةِ يا صاحِبَ كُلِّ نَجْوى يا مُنْتَهي كُلِّ شَكْوى يا مُقيلَ الْعَثَراتِ يا كَريمَ الصَّفْحِ يا عَظيمَ الْمَنِّ يا مُبْتَدِئاً باِلنِّعَمِ قَبْلَ اسْتِحْقاقِها يا رَبّاهُ يا رَبّاهُ يا رَبّاهُ عشراً يا اَللهُ يا اَللهُ يا اَللهُ عشراً يا سَيِّداهُ يا سَيِّداهُ يا سَيِّداهُ عشراً يا مَوْلاهُ يا مَوْلاهُ عشراً يا غياثاه عشراً يا غاية رغبتاه عشراً يا رحمان عشراً يا رحيم عشراً يا رَجاءاهُ عشراً يا مُعْطِىَ الْخَيْراتِ عشراً صَلِّ عَلى مُحَمَّد وَآلِ مُحَمَّد كَثيراً طَيِّباً كَاَفْضَلِ ما صَلَّيْتَ عَلى اَحَد مِنْ خَلْقِكَ عشراً، واطلب حاجتك.
أقول: في روايات كثيرة انّه لقضاء الحوائج تصام هذه الايّام الثّلاثة ثمّ تصلّى ركعتان عند زوال الجمعة .
- صلاة مسلم بن عقيل: ركعتان تُصليان في جانب الرّأس الشريف .
- صلاةهانيء بن عروة: ركعتان .
- صلاة للحمزة بن عبد المطلب في أحد : ركعتان .
- صلاة لشهداء أحد في البقيع قيل : تصلي ركعتان عند كلّ مزور منهم .